# Carl von Hänlein
Konrad Siegmund Karl Hänlein, seit 1803 von Hänlein, (auch Carl) (* 2. März 1760 in Ansbach; † 31. August 1819 Kassel) war ein preußischer Politiker und Diplomat.

## Familie
Carl von Hänlein war der Sohn des Markgräflich Ansbachschen Hof-, Regierungs- und Justizrates und Lehnspropstes Christoph Ferdinand Hänlein (1725–1790) und dessen Frau Catharina Susanne Sophie Cramer (1733–1808), der Tochter des Mgfl. Ansbach. Geheimen Rates und Direktors Sigismund Carl Cramer und der Maria Barbara Mauder.
Carl von Hänlein, der evangelischer Konfession war, heiratete am 30. April 1789 in Ansbach Johanna Christiana Traber (* 19. Juli 1759 in Harburg; † 27. Juni 1824 in Kassel) die Tochter des Gfl. Oettingen-Wallerstein. Steuer-Verwalter in Harburg Johann Matthäus Traber und der Catharina Charlotte Ege.
Aus der Ehe gingen folgende Kinder hervor:
- Johann Christoph Ferdinand Ludwig (Louis) (* 17. März 1790; † 18. September 1853)[1] wurde Königlich Preußischer Legations-Sekretär in Frankfurt am Main, dann in Kassel, ao. Gesandter und bevollmächtigter Minister in Oldenburg, zuletzt an den Mecklenburgischen Höfen und Ministerresident bei den Hansestädten in Hamburg.
- Sophie Christiane Caroline Louise Haenlein (1791, 1814 Patin in Frankfurt am Main)
- Caroline Sophie Charlotte Louise Haenlein (1793–1861) heiratete am 2. Januar 1816 in Kassel den Königlich Preußischen Oberstleutnant und Domherren zu Havelberg Theodor Franz Sartorius von Schwanenfeld (1783–1863)
- Carl Friedrich Ferdinand von Haenlein (* Ansbach 17. September 1794)
- Sophie Charlotte Juliane Ernestine von Haenlein (1796–1859)
- Carl Friedrich Ernst Haenlein (1798–1877), Forstmeister im Herzogtum Ratibor

## Karriere
Carl von Hänlein besuchte ab 1772 das Gymnasium Ansbach und studierte ab 1774 in Erlangen. 1781 wurde er Mitglied der Deutschen Gesellschaft. 1781 bis 1783 studierte er in Tübingen und wurde 1785 in Erlangen zum Dr. jur. utr. promoviert. 1783 wurde er Königlich Preußischer Assessor im Sayn‘schen Administrations-Collegium und 1784 Administrationsrat. 1786 wurde er Markgräflich Ansbacher Hof- und Regierungsrat im I. Senat und 1793 Königlich Preußischer Geheimer Regierungsrat.
1794/95 vertrat er Preußen mit dem Staatsminister Karl August von Hardenberg in Frankfurt und Berlin, vertrat den Minister bei Abwesenheit im Vortrag der fränkischen Angelegenheiten im Königlichen Cabinetts-Ministerium und bearbeitete besonders die Aufstellung und Ausführung des fränkischen Landes-Hoheits-Sestem.
1795 wurde er vortragender Rat beim Königlich Ansbach-Bayrischen Land-Ministerium und des dabei errichteten Senats für Landeshoheit-, auswärtige Lehens- und geistliche Angelegenheiten. Ab 1798 diente er als Vice-Präsident des II. Senats der Kriegs- und Domänen-Kammer und Konsistorial-Präsident.
1801 war er als Nachfolger von Friedrich Julius Heinrich von Soden Kreis-Direktions-Gesandter im Fränkischen Reichskreis.
1802 wurde er 2. Königlich Preußischer Gesandter bei der Reichsdeputation zu Regensburg. Nach dem Ende der HRR blieb er 1806 in Königlich Preußischen Diensten, zunächst zur Verwendung in Berlin. Am 24. Juli 1806 trug er als Reaktion auf die Gründung des Rheinbundes in einer Denkschrift Gedanken zur Gründung eines Norddeutschen Reichsbundes vor.
1809 wurde er Königlich Preußischer Gesandter am Fürstprimatlichen Hof zu Aschaffenburg. 1813 wurde er außerordentlicher Gesandter und bevollmächtigter Minister in Kassel und
1816/17 kurzzeitig erster preußischer Bundestags-Gesandter. Sein Nachfolger beim Bundestag wurde August Friedrich Ferdinand von der Goltz.

## Ehrungen
Am 10. Juli 1803 wurde er in den Königlich Preußischen Adelsstand erhoben. Er erhielt das Großkreuz des Kurhessischen Hausordens vom Goldenen Löwen.